# Gruppetto
Gruppetto – określenie z zakresu kolarstwa szosowego, stosowane wobec dużej grupy kolarzy, jadącej za peletonem. Gruppetto tworzą kolarze, którzy nie wytrzymują zbyt szybkiego tempa peletonu i odpadają z niego. Skupienie się takich zawodników w grupę pozwala im minimalizować straty czasowe do reszty kolarzy, a często także pozostać w rywalizacji. Jadąc w grupie, zmniejsza się opór powietrza na zawodników, którzy jadą za kimś innym, przez co jedzie się szybciej.
Gruppetto powstaje zazwyczaj podczas etapów górskich, kiedy stawka kolarzy jest najbardziej porozciągana. W większości tworzą je sprinterzy, rzadziej górale. Czasem też większa grupa jadąca za peletonem może powstać w wyniku kraksy w peletonie. Jeśli peleton nie zatrzyma się, kolarze uczestniczący w kraksie powinni jak najszybciej dogonić resztę stawki (co w pojedynkę może być trudniejsze).